# Pfarrkirche Reichenau im Mühlkreis

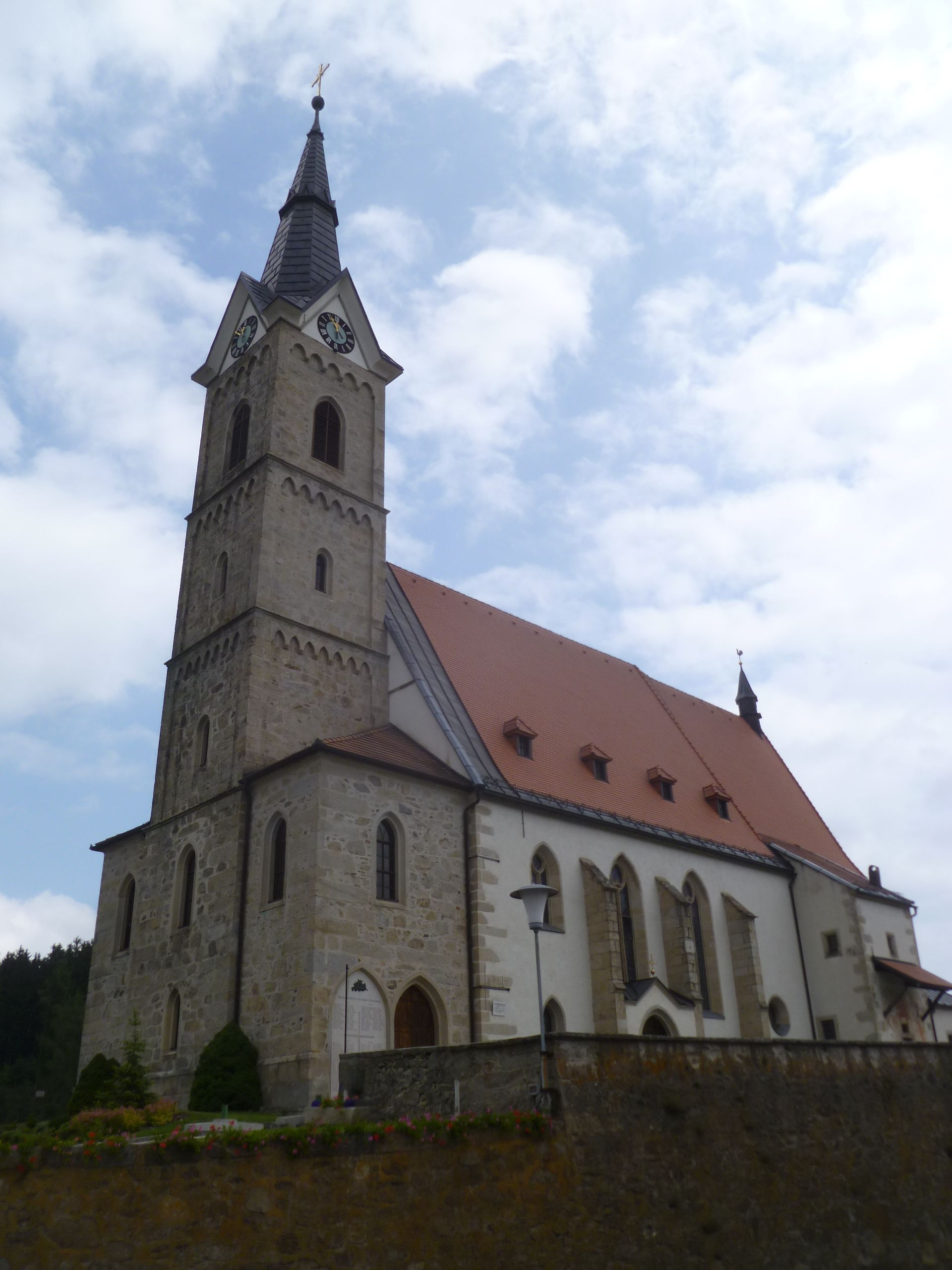
Katholische Pfarrkirche hl. Johannes der Täufer in Reichenau im Mühlkreis

Die römisch-katholische Pfarrkirche Reichenau im Mühlkreis steht in der Gemeinde Reichenau im Mühlkreis im Bezirk Urfahr-Umgebung in Oberösterreich. Sie ist dem heiligen Johannes der Täufer geweiht und gehört zum Dekanat Gallneukirchen in der Diözese Linz. Das Bauwerk steht unter Denkmalschutz.

## Lagebeschreibung
Die Kirche steht in der Mitte des Marktes auf einer Anhöhe. Durch die erhöhte Lage überragt sie alle Gebäude rundum.

## Geschichte
Die Kirche zählt zu den ältesten Kirchenbauwerken in Oberösterreich. Im Triumphbogen ist die Jahreszahl 1152. Vermutlich wurde zu dieser Zeit eine Taufkapelle errichtet, die an der Stelle der heutigen Kirche stand. Diese war bereits dem heiligen Johannes der Täufer geweiht, vermutlich weil neben der Kapelle ein Hospital zur Pflege von Reisenden errichtet wurde. Die heutige Kirche wurde 1310 eingeweiht und die Kirche wurde von der Pfarre Gallneukirchen als eigenständige Pfarrkirche losgelöst. Auf Grund von Baufälligkeiten wurde die Kirche ab 1640 teilweise umgebaut und erneuert. Die Kirche wurde 1983 einer Außenrenovierung unterzogen.

## Architektur
Kirchenäußeres
Das Gotteshaus ist groß und schlicht ausgeführt. Bis 1881 hatte die Kirche nur einen Dachreiter als Kirchturm. Ab 1881 wurde ein Glockenturm errichtet, der durch Spenden aus der Pfarrgemeinde errichtet wurde. Grundstein für den Turm wurde am 10. Mai 1881 gelegt, bereits zwei Jahre später, am 21. Juni 1883 wurde das Kirchturmkreuz geweiht. Die Höhe des Turmes beträgt 50 Meter.
Kircheninneres
Der Innenraum weist eine gotische Bauform auf. Die Einrichtung ist barock.

## Ausstattung
Der Hochaltar ist ein barockes Meisterwerk aus dem Jahr 1731. Er wurde vom Kunsttischler Franz Stadler geschaffen. Das Hochaltarbild stellt die „Enthauptung des heiligen Johannes der Täufer“ dar und stammt aus der Schule Altomonte. Das Bild wird von Statuen der Heiligen Maximilian und Valentin flankiert. Die beiden Seitenaltäre stammen aus der Bauzeit des Hochaltares. Sie stehen links und rechts des Triumphbogens. Der Frauenaltar ist eine Stiftung des starhembergischen Pflegers Griesmüller aus dem Jahr 1673. Auf der Epistelseite, im Übergang von Presbyterium zum Langschiff steht die Kanzel die um 1770 umgebaut wurde. Auf dem Schalldeckel sind die beiden Gesetzestafeln angebracht. Unterhalb der Mitte des Presbyteriums befindet sich eine verschlossene Gruft für vier Marschalke aus dem 15. Jahrhundert.
Das Kommuniongitter wurde aus Granit gefertigt. Im Altarraum an der rechten Seite ist eine barocke Kreuzigungsgruppe. Volksaltar, Sessio und Ambo wurde 1977 stilgerecht geschaffen.
Der Altaraufbau in der Wochentagskapelle stammt von 1983.

## Orgel
Die Orgel stammt aus der Werkstatt Leopold Breinbauer in Ottensheim. Sie wurde 1897 geweiht.